# Alilamina
Alilamina es un compuesto orgánico con la fórmula C3H5NH2. Este líquido incoloro es el más simple y estable de amina insaturada.

## Producción y reacciones

Algunas alilaminas farmacéuticamente activas

Las tres alilaminas, mono-, di-, y trialilamina, son producidas por el tratamiento de cloruro de alilo con amoniaco seguido por destilación. Las muestras puras se pueden preparar por hidrólisis del isotiocianato de alilo. Se comporta como una amina típica.
La polimerización se puede usar para preparar el homopolímero (polialilamina) o copolímeros. Los polímeros son prometedores para su uso en membranas de ósmosis inversa.

## Otras alilaminas
Funcionalizadas alilaminas tienen amplias aplicaciones farmacéuticas. Farmacéuticamente las aliaminas importantes incluyen Flunarizina y Naftifina. La Flunarizina ayuda en el alivio de migrañas mientras Naftifina actúa para combatir el hongo común que causa infecciones como el pie de atleta, comezón de deportista y tiña.

A Flunarizina y Naftifina son alilaminas famacéuticamente activas

## Seguridad
Alilamina, como otros derivados de alilo es un lacrimógeno e irritante de la piel. Su vía oral LD 50 es de 106 mg / kg para las ratas. 